# Eduard Admetlla i Lázaro
Eduard Admetlla i Lázaro (Barcellona, 10 gennaio 1924 – Barcellona, 8 ottobre 2019) è stato un fotografo, inventore, cameraman e subacqueo spagnolo.
Inventore di custodie a tenuta stagna per macchine fotografiche, inventore di un sistema di respirazione che utilizza aria compressa per le immersioni, collaudatore di attrezzature subacquee per la casa produttrice Nemrod. 
Fu anche regista di documentari, esploratore e divulgatore.
È morto l'8 ottobre 2019, all'età di 95 anni.

## Biografia
Nel 1948, a 24 anni, iniziò l'attività subacquea. Nei primi tempi si dedicò alla pesca subacquea, diventando socio dell'Asociación de Pesca Submarina de Barcelona (APS) (Associazione di Pesca Subacquea) di Barcellona, attività che presto lasciò perché riteneva che non si poteva entrare in acqua armati con un fucile. Fu socio fondatore del Centre de Recuperació i d'Investigacions Submarines(CRIS) (Centro di Recupero e di Ricerche Marine), dedicandosi alla fotografia e alla realizzazione di filmati sui fondali marini. Durante quel periodo progettò anche delle custodie a tenuta stagna per macchine fotografiche e fece il collaudatore di attrezzi subacquei del marchio spagnolo Nemrod. Nel 1953 costruì e provò con successo un prototipo sperimentale di respiratore autonomo.
Il 30 settembre del 1957, nella  base navale di Cartagena, realizzò un'immersione con bombole ad aria compressa a 100 metri di profondità, stabilendo così il record mondiale.
È autore di cinque libri biografici che descrivono le sue esperienze subacquee: La llamada de las profundidades (Il richiamo delle profondità), Mis amigos los peces (I miei amici pesci), ¡Fondo! (Fondo!), Tierras y profundidades (Terre e profondità)  e Mi aventura submarina (La mia avventura sottomarina).
In linea con i lavori di Hans Hass e Jacques-Yves Cousteau, Eduard Admetlla è pioniere spagnolo della fotografia e delle riprese subacquee. La prima serie televisiva di documentari da lui diretta s'intitolò “Rumbo Sur”(Rotta verso Sud), girata in bianco e nero. Dopo questa sperienza, si dedicò all'attività professionale vera e propria fondando la casa produttrice Volitans Films, S.L. e producendo le serie: “La llamada de las profundidades” (Il richiamo delle profondità) girata alle isole Seychelles; “Nuestras islas” (Le nostre isole), girata alle isole Baleari e Canarie e “Tierras y profundidades”(Terre e profondità) nei Caraibi. Tutte sono state trasmesse da Televisión Española. Per la televisione regionale catalana TV3, invece, realizzò la serie “La natura en profunditat” (La natura in profondità).

## Libri
- Admetlla Lázaro, Eduard. La llamada de las profundidades (Il richiamo delle profondità). Editorial Juventud, 1957.
- Admetlla Lázaro, Eduard. La llamada de las profundidades (Il richiamo delle profondità). Editorial Juventud, 1957. Versione per Colección Z 1961.
- Admetlla Lázaro, Eduard. La llamada de las profundidades (Il richiamo delle profondità). Editorial Juventud, 1957. Rieditato da EDIM nel 1999. ISBN 84-605-8808-4
- Admetlla Lázaro, Eduard. La llamada de las profundidades (Il richiamo delle profondità). Editorial Juventud, 1957. Rieditato dall'autore nel 2009. ISBN 84-605-8808-4
- Admetlla Lázaro, Eduard. La llamada de las profundidades (Il richiamo delle profondità). Editorial Juventud, 1957. Rieditato dall'autore nel 2010. ISBN 84-605-8808-4
- Admetlla Lázaro, Eduard. Mis amigos los peces (I miei amici pesci). Bruguera, 1983. ISBN 84-02-09549-6.
- Admetlla Lázaro, Eduard. Mis amigos los peces (I miei amici pesci). Rieditato dall'autore nel 2010. ISBN 84-02-09549-6.
- Admetlla Lázaro, Eduard. ¡Fondo! (Fondo!). Plaza & Janes, 1976. ISBN 84-01-33095-5.
- Admetlla Lázaro, Eduard. ¡Fondo! (Fondo!). Plaza & Janes, 1978. ISBN 84-01-48032-9 (edición de bolsillo)
- Admetlla Lázaro, Eduard. Tierras y profundidades (Terre e profondità). Bruguera, 1983. ISBN 84-02-07764-1.
- Admetlla Lázaro, Eduard. Mi aventura submarina (La mia avventura sottomarina). Barcelona: Grijalbo, 1984. ISBN 978-84-253-1540-4.

## Serie per la TV
| Anno    | Titolo della Serie                                             | Colore        | Nº di puntate | Luogo                                                       | Ente televisivo |
| ------- | -------------------------------------------------------------- | ------------- | ------------- | ----------------------------------------------------------- | --------------- |
| 1964    | Rumbo Sur (Rotta verso Sud)                                    | Bianco e nero | 6             | Studio Miramar (Barcellona-Spagna)                          | RTVE            |
| 1975    | La llamada de las profundidades (Il richiamo delle profondità) | Colore        | 6             | Isole Seychelles                                            | RTVE            |
| 1977    | Nuestras islas (Le nostre isole)                               | Colore        | 13            | Isole Baleari e Canarie                                     | RTVE            |
| 1980-81 | Tierras y profundidades (Terre e profondità)                   | Colore        | 13            | Foresta venezuelana, delta del fiume Orinoco e mare Caraibi | RTVE            |
| 1983    | La natura en profunditat (La natura in profondità)             | Colore        | 13            | Venezuela, Caraibi, Costa Brava (Spagna) e Isole Galapagos  | TV3             |

## Decorazioni e riconoscimenti
| Anno | Decorazioni e Riconoscimenti |
| ---- | --- |
| 1958 | Primo Socio per Meriti Sportivi del Centre de Recuperació i de Investigacions Submarines (CRIS) (Centro di Recupero e Ricerche Marine)                       |
| 1958 | Medaglia d'Argento al Merito Sportivo della Delegación Nacional de Educación Física y Deportes (Delegazione Nazionale di Educazione Fisica e Sport (SPAGNA)) |
| 1958 | Medaglia al Merito Sportivo della Excma. Diputación Provincial de Barcelona (Provincia di Barcellona, SPAGNA)                                                |
| 1958 | Membro d'Onore della Societat Cultural Arca de Noé (Società Culturale Arca di Noè) di Barcellona (SPAGNA)                                                    |
| 1959 | Medaglia e Diploma al Merito Sportivo della Federación Española de Actividades Subacuáticas (FEDAS) (Federazione Spagnola delle Attività Subacquee)          |
| 2007 | Membro d'Onore della Historical Diving Society Spain (HDSES) (Società Spagnola di Storia Subacquea)                                                          |
| 2011 | Targa commemorativa nel Centro de Buceo de la Armada Española (Centro Subacqueo della Marina Militare Spagnola)                                              |
| 2015 | Primo premio Subacqueo d'Onoroe della Historical Diving Society Spain (HDSES) (Società Spagnola di Storia Subacquea)                                         |